# Dipoena linzhiensis
Dipoena linzhiensis är en spindelart som beskrevs av Hu 200. Dipoena linzhiensis ingår i släktet Dipoena och familjen klotspindlar. Inga underarter finns listade i Catalogue of Life.